# Noémie Kolly
Noémie Kolly (* 20. Juli 1998) ist eine ehemalige Schweizer Skirennfahrerin. Ihre Stärken lagen in den Disziplinen Abfahrt und Super-G.

## Biografie
Kolly stammt aus La Roche im Kanton Freiburg. Bereits früh zeichnete sich ihr Talent für die schnellen Disziplinen ab; so wurde sie 2013 Zweite der Schweizer U16-Juniorenmeisterschaft im Super-G. Als 15-Jährige nahm sie ab November 2014 an FIS-Rennen teil. Den ersten Sieg auf dieser Stufe schaffte sie im Januar 2016, einen Monat später folgten die ersten Einsätze im Europacup. Im Winter 2016/17 erzielte sie eine Top-10-Platzierung im Europacup, ausserdem wurde sie Schweizer Juniorenmeisterin in der Abfahrt. Der erste Europacup-Podestplatzierung gelang Kolly am 21. Dezember 2017 mit Platz 3 in der Abfahrt im Fassatal. Nach mehreren Top-10-Platzierungen im Verlaufe der Europacupsaison 2018/19 hatte sie am 27. Januar 2019 in der Abfahrt von Garmisch-Partenkirchen ihr Weltcup-Debüt und holte mit Platz 29 auf Anhieb die ersten Weltcuppunkte. Bei den Juniorenweltmeisterschaften 2019 im Fassatal gewann sie die Silbermedaille in der Abfahrt.
Im August 2019 erlitt Kolly beim Riesenslalomtraining in Saas-Fee einen Kreuzbandriss und verpasste dadurch die gesamte Saison 2019/20. Ihr bisher bestes Weltcupergebnis erzielte sie am 24. Januar 2021 mit Platz 12 im Super-G von Crans-Montana.
Nach einer erneuten schweren Knieverletzung im Dezember 2024 trat sie im Sommer 2025 schliesslich vom Spitzensport zurück.

## Erfolge

### Weltcup
- 3 Platzierungen unter den besten 15

### Weltcupwertungen
| Saison  | Gesamt | Gesamt | Abfahrt | Abfahrt | Super-G | Super-G |
| Saison  | Platz  | Punkte | Platz   | Punkte  | Platz   | Punkte  |
| ------- | ------ | ------ | ------- | ------- | ------- | ------- |
| 2018/19 | 136.   | 2      | 51.     | 2       | –       | –       |
| 2020/21 | 84.    | 35     | 39.     | 13      | 37.     | 22      |
| 2021/22 | 69.    | 73     | 31.     | 34      | 37.     | 39      |
| 2023/24 | 94.    | 28     | 39.     | 13      | 46.     | 15      |

### Europacup
- Saison 2018/19: 7. Abfahrtswertung
- Saison 2020/21: 9. Abfahrtswertung
- 2 Podestplätze

### Juniorenweltmeisterschaften
- Åre 2017: 25. Abfahrt
- Davos 2018: 6. Abfahrt, 10. Alpine Kombination
- Fassatal 2019: 2. Abfahrt, 4. Super-G

### Weitere Erfolge
- 1 Schweizermeistertitel (Kombination 2022)
- 1 Schweizer Juniorenmeistertitel (Abfahrt 2017)
- 3 Siege bei FIS-Rennen

## Auszeichnungen
- Freiburger Sportlerin des Jahres: 2019[4]